# Metabemisia
Metabemisia es un género hemiptera de la familia Aleyrodidae, con una subfamilia: Aleyrodinae.

## Especies
Las especies de este género son:
- Metabemisia distylii Takahashi, 1963
- Metabemisia filicis Mound, 1967
- Metabemisia palawana (Martin in Martin & Camus, 2001)